# Good Vibrations (album av The Facer)
Good Vibrations är The Facers andra EP-skiva, utgiven 1999.

## Låtlista
Alla låtar är skrivna av The Facer.
1. "Good Vibrations"
2. "Cracking Up"
3. "Playing in a Band"
4. "End with Style"